# Chróścina (powiat nyski)
Chróścina (niem. Falkenau) – wieś w Polsce, położona w województwie opolskim, w powiecie nyskim, w gminie Skoroszyce.
Częścią miejscowości jest Zacisze (do 1996 r. - Stary Grodków, osada
), a nieoficjalnymi Kroszyn i Osiedle Teodora Tumbewa.
W Chróścinie znajduje się stacja kolejowa – Chróścina Nyska.
W latach 1954–1961 wieś należała i była siedzibą władz gromady Chróścina, po jej zniesieniu w gromadzie Skoroszyce.
Przez wieś przepływa rzeka Stara Struga.

## Nazwa
W łacińskiej Liber fundationis episcopatus Vratislaviensis (pol. Księga uposażeń biskupstwa wrocławskiego) z 1295 r. miejscowość wymieniona jest pod nazwami Falkenow curia i Crosschin.
W latach 1945–1946 miejscowość nosiła nazwę Sokołowsk; 12 listopada 1946 r. nadano jej nazwę Chróścina.

## Zabytki
Do wojewódzkiego rejestru zabytków wpisane są:
- kościół parafialny pw. św. Michała Archanioła z XV/XVI wieku, 1820 rok,
- park z 2. połowy XIX wieku.

## Galeria

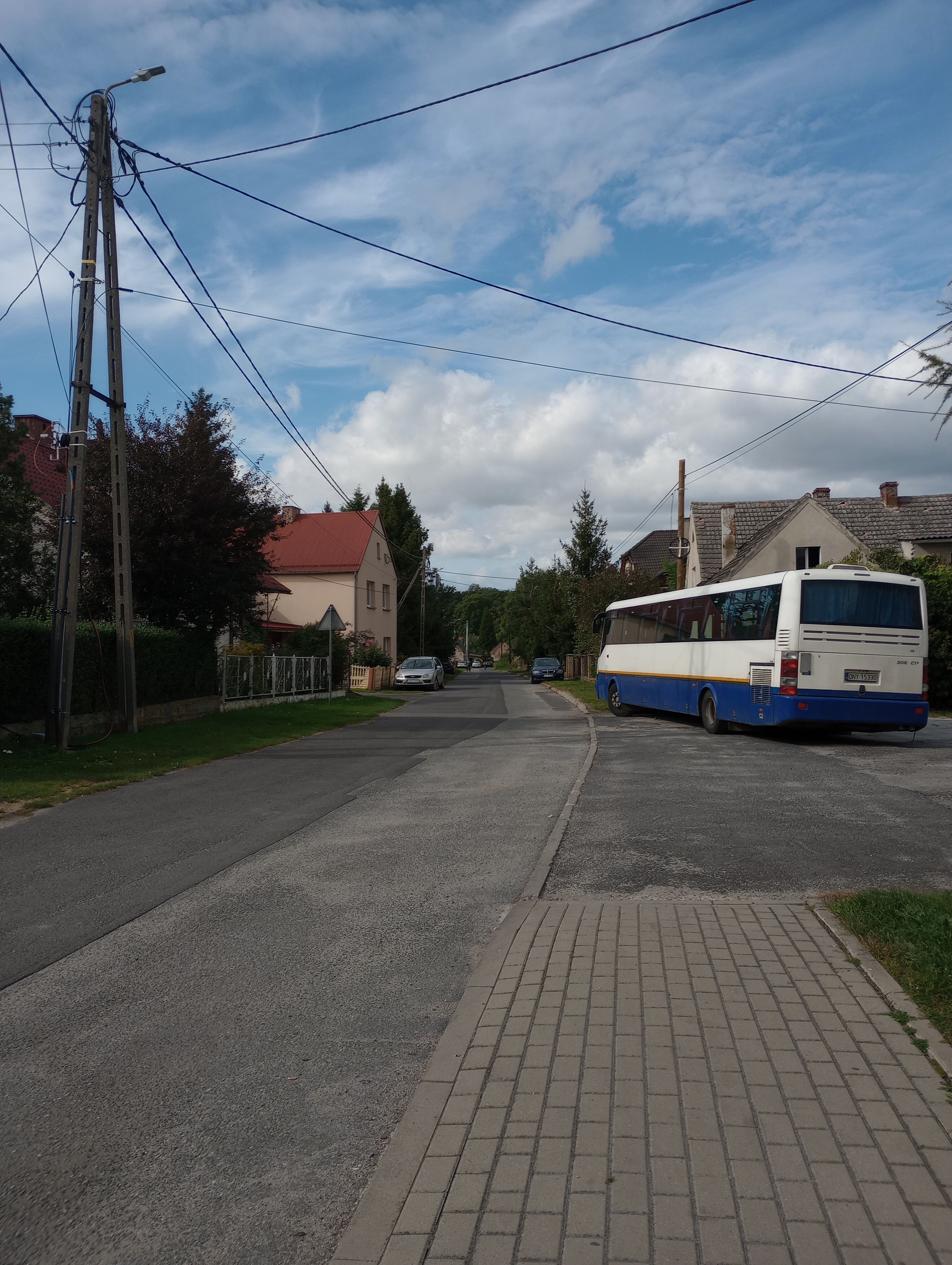
Ulica Dolna
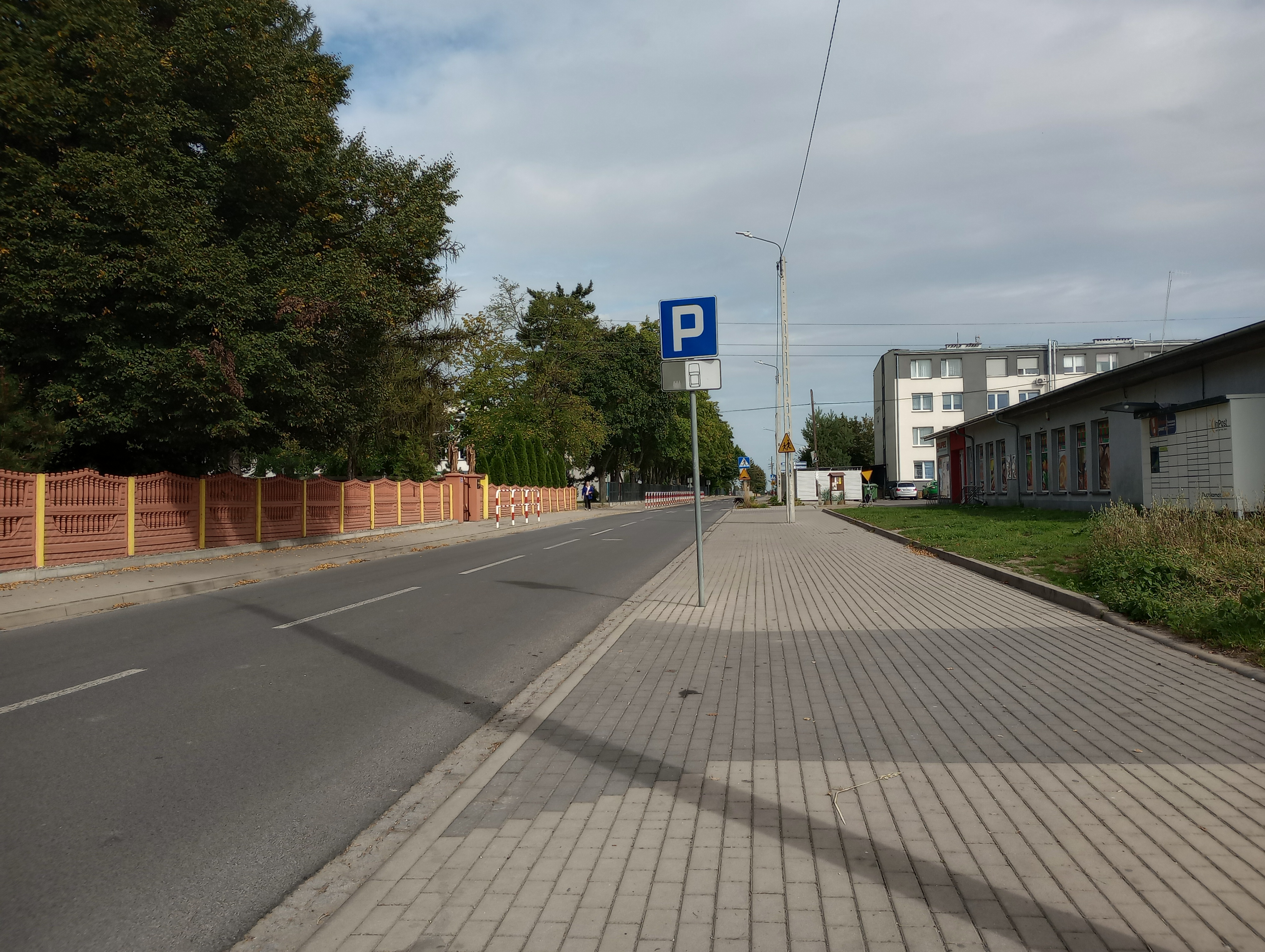
Ulica Szkolna
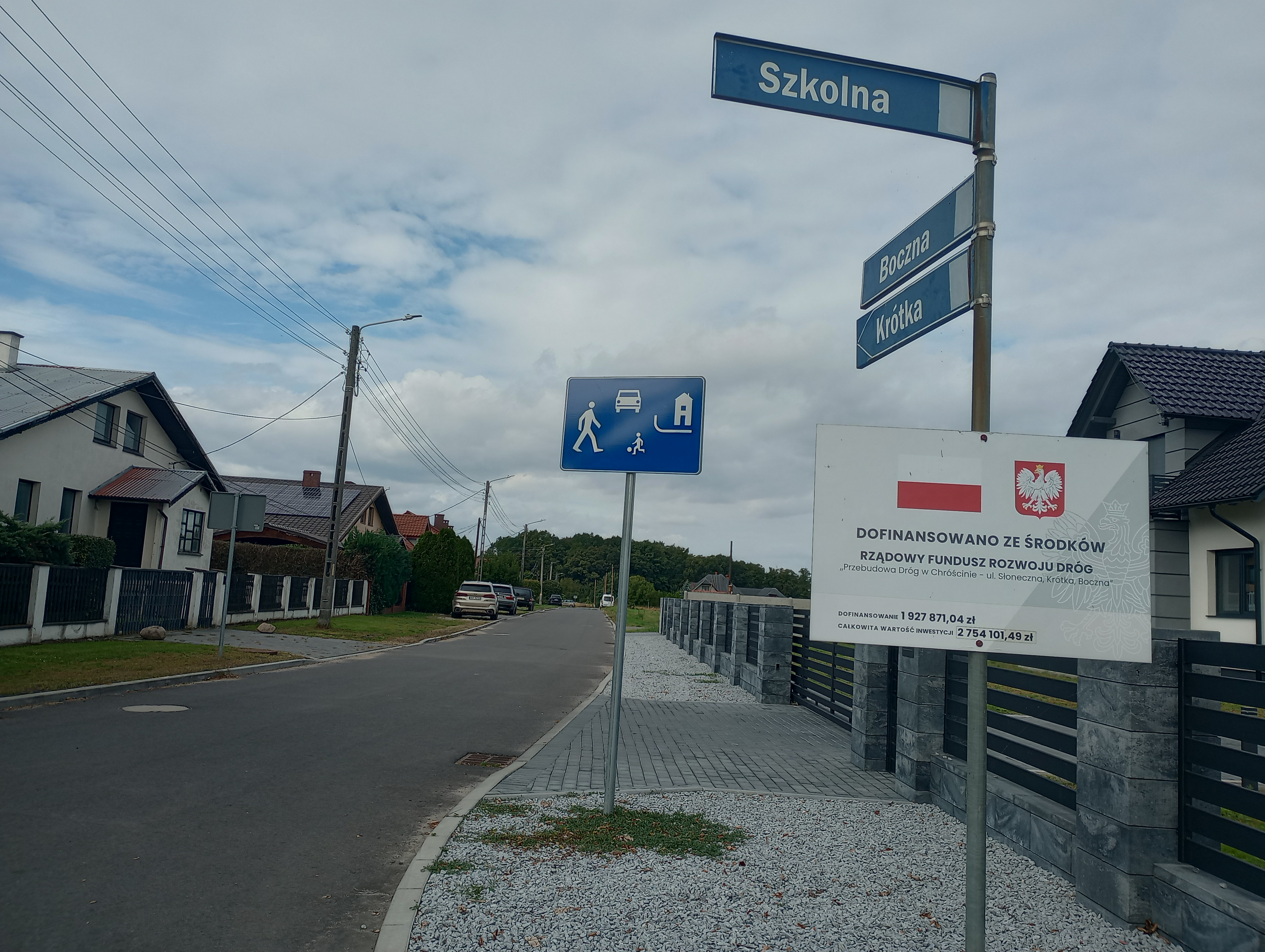
Ulica Boczna
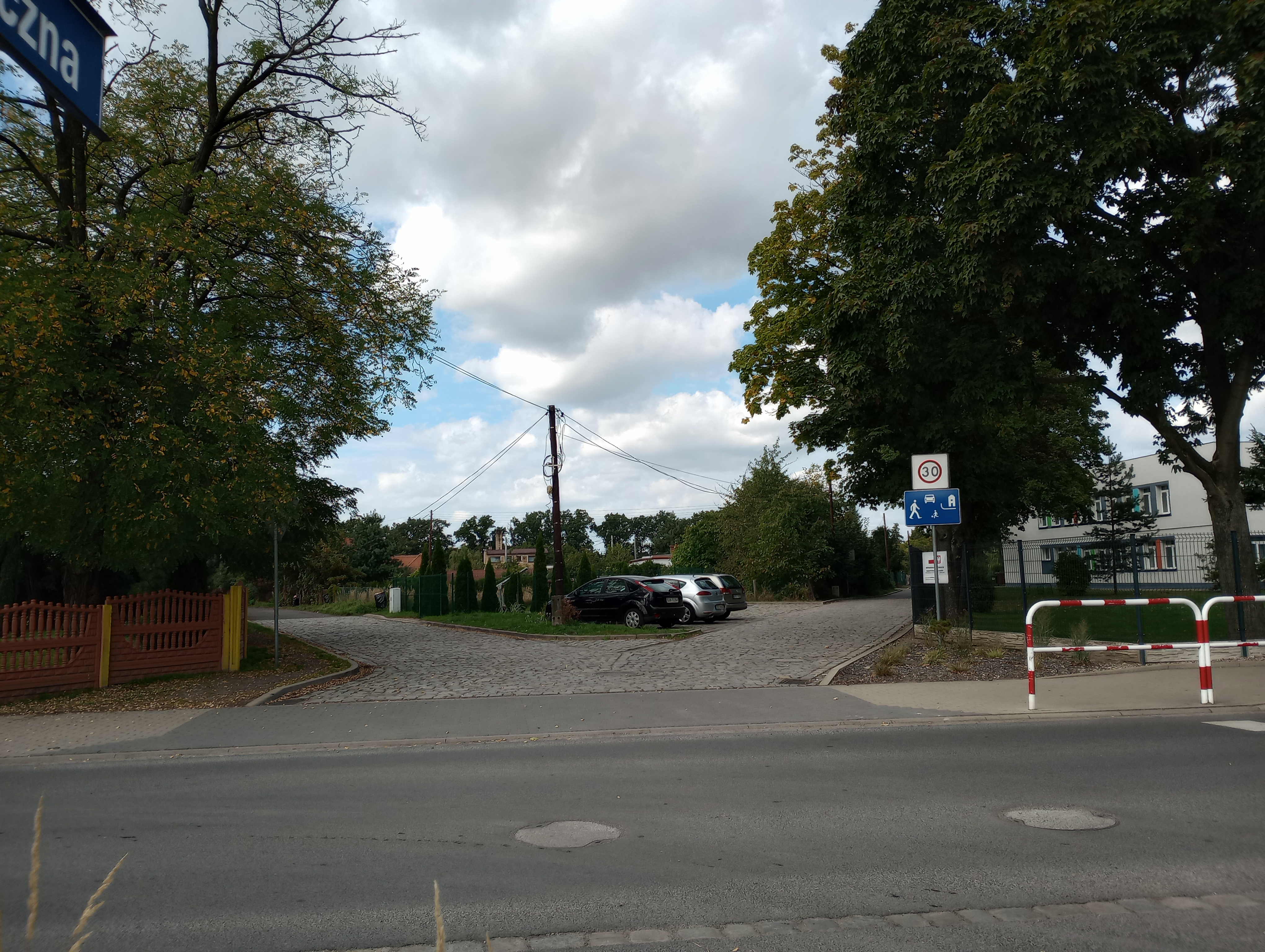
Skrzyżowanie ulic: Cichej, Szkolnej i Słonecznej